# Василь Гриник

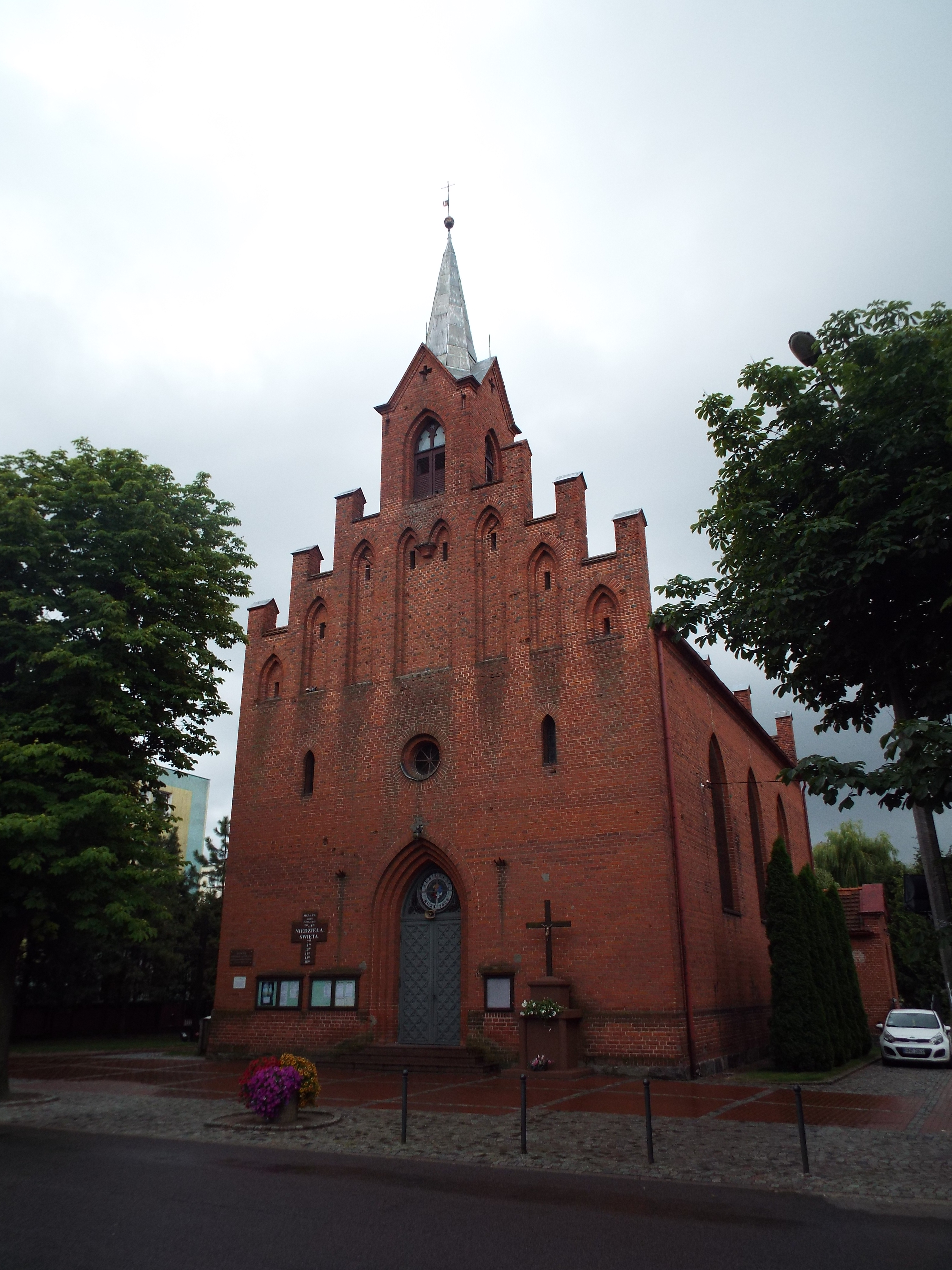
Спаський костел в Новому Дворі Гданському, в якому отець Василь Гриник 07.04.1948 р. відслужив перше греко-католицьке богослужіння на Помор'ї.

Василь Гриник (нар. 27 грудня 1896, Кошелів, (сучасна Україна) — пом. 31 травня 1977, Перемишль (сучасна Польща) — греко-католицький священник, з 1967 року до своєї смерті — генеральний вікарій примаса Польщі до справ греко-католиків.

## Біографія
Народився в селянській родині у Кошелові (сучасний Жовківський район Львівської області, України, тоді Австро-Угорщина). В рідному селі одержав народну освіту а середню школу кінчав у Львові в філії Академічної гімназії, де склав матуру 1915 року. Був призваний на службу до австрійської армії з якої вдалося йому одержати відпустку на студії. У 1918 році кінчає перший рік навчання з богослов'я в Львівському університеті. Під час визвольних змагань перебував в лавах Української галицької армії.
В 1918 році вступив до греко-католицької семінарії в Перемишлі. Був посвячений на священника 1921 року єпископом Йосафатом Коциловським.
Після прийняття сану виконував низку функцій в курії в Перемишлі та місцевій семінарії. Близький помічник перемишльського ординарія єпископа Коциловського. Член греко-католицької капітули Перемишльської діоцезії і настоятель кафедральної парафії в Перемишлі.
Арештований в 1945 року разом з єпископом Коциловським і ув'язнений у Ряшеві. Був переданий радянським органам безпеки, але через кілька днів звільнений. Уникнув повторного арешту в 1946 році. Після злочинної акції «Вісла» був настоятелем римсько-католицької парафії у Верцинах. Започаткував відродження греко-католицької церкви та українського духовно-культурного життя на Помор'ї. 
Згідно з непідтвердженим джерелам, до Верцин він приїхав 18 березня 1948 року. В цей час тут не було парафії, тільки ректорат. Священник офіційно зайняв його 26 березня 1948 року. До переїзду на Помор'я його переконав особисто в 1945 році апостольський адміністратор Ґданської і Пепілінської дієцезії о. Анджей Вронка. Як ректор у Верцинах, о. Василь одночасно розпочав також відправляти богослужіння в латинському обряді у каплицях в близьких селах – Покладах та Язовій (Jazowej) в повіті Ельблонг. Він також навчав релігії в середніх школах у Верцинах і Покладах. 
У 1947 року при лютеранському костелі в Новому Дворі утворилася православна парафія. О. Зайонц (римсько-католицький декан в Новому Дворі) намагаючись відтягнути греко-католиків від православ'я, звернувся до отців василіан у Варшаві (їх осередок за комуністичної влади зберігся) з проханням визначення пастиря для греко-католиків в Новодворському повіті. Отець П. Пушкарський (тогочасний пріор) запропонував особу Василя Гриника. Виконуючи служби в латинському обряді, о. Василь з 1948 року почав регулярно відправляти в Новому Дворі Ґданському для депортованих українців в неділю та більші свята по юліанському календарю (за дозволом пробоща з Нового Двору о. Зайонца) греко-католицькі служби. В перший раз богослужіння в східному обряді він відправив перед Великоднем 07 квітня 1948 року. «В свято Благовіщеня в парафіяльному костелі в Новому дворі Ґданському відправив першу службу з церковним співом — згадував потім священник — на першій нашій службі людей не прийшло багато, бо не всі греко-католики були поінформовані про час та місце». На наступну службу — Великодню — 19 квітня 1948 року кількість значно зросла і на наступні служби стало прибувати все більше людей і не тільки з Жулав.
У зв'язку з неприхильністю місцевої влади, о. Василь Гриник змушений був робити проповіді польською мовою. Навесні 1952 року він повністю перейшов на служіння в греко-католицькому обряді. Згодом він перебрався до Циґанка, де 14 березня 1952 року відправив першу літургію св. Іоанна Златоуста в місцевому костелі св. Миколая.
З цього часу отець Василь Гриник виконував роль настоятеля для греко-католицьких парафій в Циганку-Желіхово (1956—1968), на території тодішнього Гданського воєводства та Гданську (1957—1968), Маренцині (1957—1968), Боболицях (1958—1963) та Щецинку (1959—1963). У Гданську в костелі Св. Варфоломея ним була відслужена 19 і 26 травня 1957 року перша на терені міста східна літургія.  

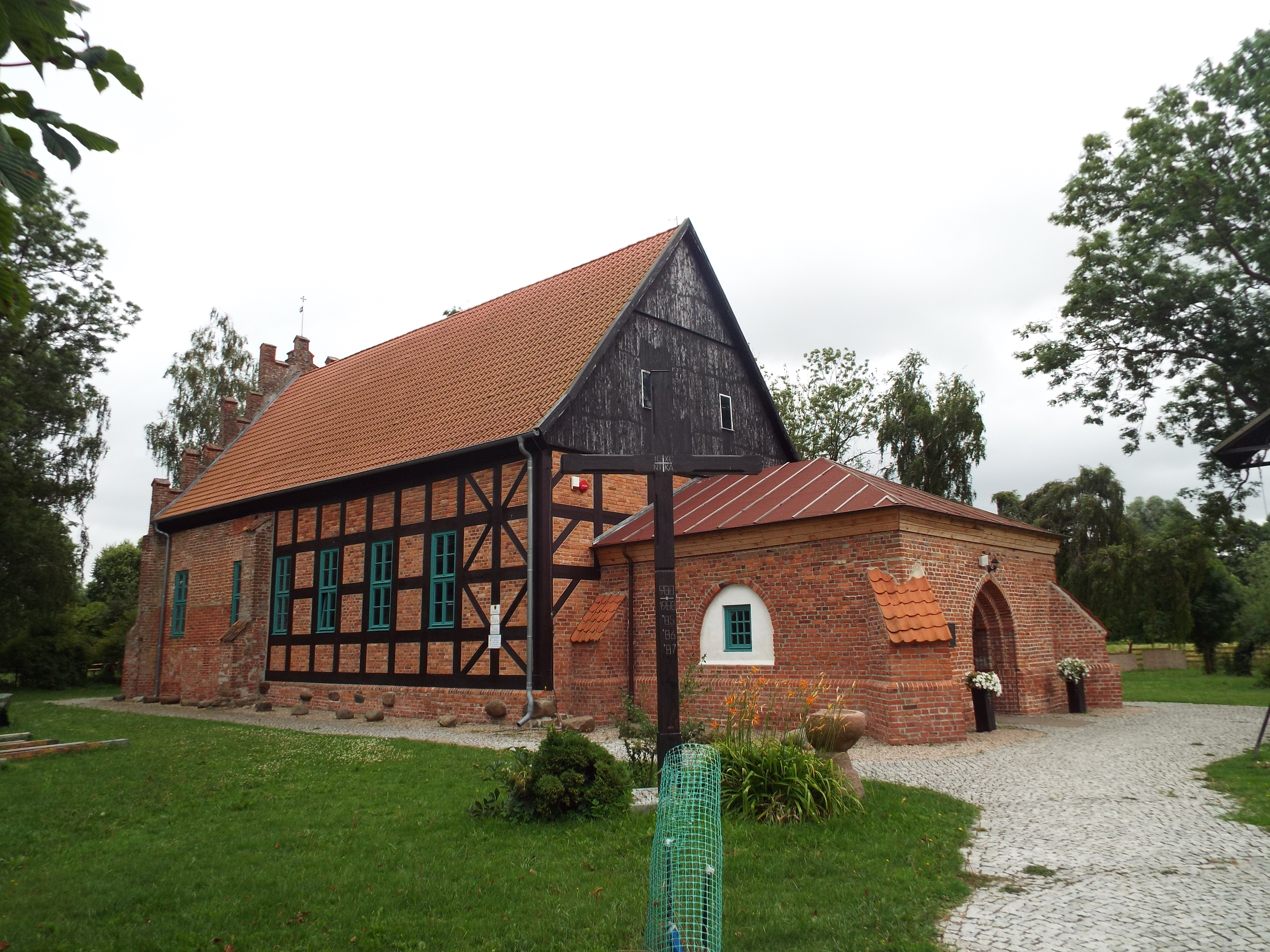
Греко-католицька церква св. Миколая у Желіхово (Циганку), 2019 р.

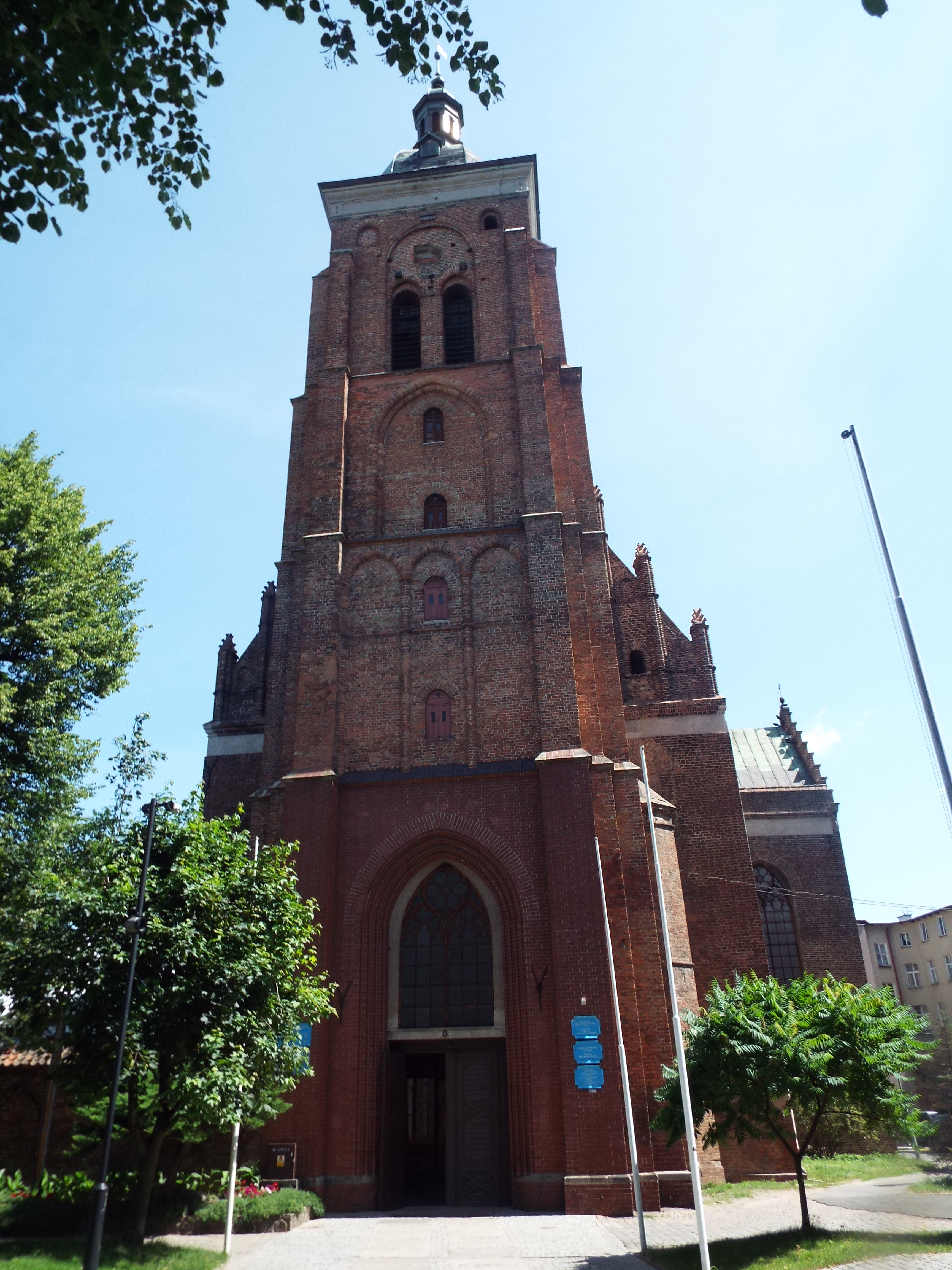
Українська греко-католицька церква св. Варфоломія, м. Гданськ. Місце проведення першого східного богослужіння у місті у 1957 р., 2019 р.

Отець Гриник від кінця 1940-х рр. перебував у розшуку комуністичних служб безпеки, а після встановлення його локалізації був під пильним оком УБ з Гданська. Особливо компрометувало його в очах безпеки те, що він регулярно відправляв до Риму інформацію про становище греко-католицької церкви в Польщі. З огляду на це, він шукав контакт з сіткою українського підпілля. Проте зв'язався з підставною мережею, яка була інспірована польським УБ з використанням зрадника з УПА Леона Лапинського «Зенона». Контакт Гриника в 1952 року з цим «підпіллям» став приводом для арешту. Підозрювали також що Гриник є таємно посвяченим єпископом. 
20 квітня 1954 року о. митрат Василь Гриник був арештований з оскарженням у переховуванні партизанів. Священник перебував у в'язниці «Вронкі» біля Познані два роки і чотири місяці. 

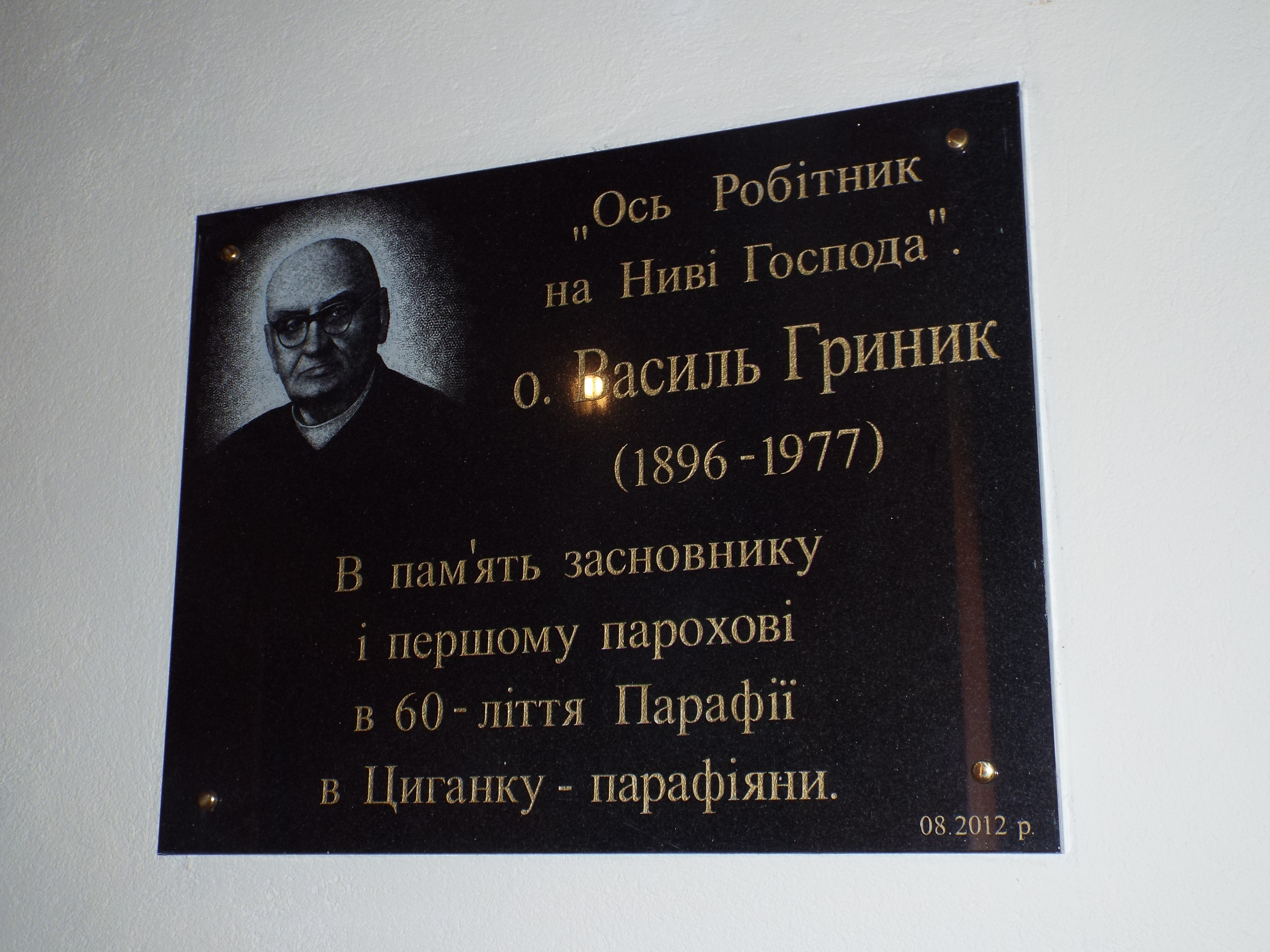
Меморіальна дошка встановлена парафіянами церкви св. Миколая в Желіхово (Циганку) в пам'ять про свого першого настоятеля отця митрата Василя Гриника, 2019 р.

З 1967 року до своєї смерті генеральний вікарій примаса Польщі до справ греко-католиків і ведуча постать української греко-католицької церкви[1]. З 1968 року мешкав у Перемишлі. 
8 листопада 1966 року Блаженніший Патріярх Йосиф за ревну працю іменував о. крил. Василя Гриника митратом. В 1971 році відбувся Золотий Ювілей священства о. мітрата, а при тому перші організовані ним священничі реколекції та перший офіційний соборчик. З тої нагоди прибуло 30 наших священників, а трьох хворих не могли прибути особисто, лише прислали побажання Ювілятові. Також прибули численно вірні з далеких околиць, щоби привітати Ювілята.
31 травня 1977 року отець Василь помер і був похований у Перемишлі у гробівці Перемиської капітули. Гробовець знаходиться на головному міському цвинтарі по вул. Ю. Словацького [Архівовано 15 квітня 2021 у Wayback Machine.] в полі R2 (RII) 49.770933°, 22.783700°.

## Увічнення пам'яті
Іменем отця Василя Гриника названо вулицю в Білому Борі і Пасленку[2]. В костелі св. Миколая в суч. Желіхово (Циганку) та церкві св. Варфоломія у Гданську встановлено меморіальні дошки на честь отця митрата Василя Гриника.